# Бистришки манастир „Свети Никола Летни“
Бистришкият манастир „Свети Никола Летни“ (на македонска литературна норма: Бистрички манастир „Свети Никола Летни“) е православен манастир край битолското село Бистрица, Северна Македония. Част е от Преспанско-Пелагонийската епархия на Македонската православна църква – Охридска архиепископия.

## География
Манастирът се намира в горната част на село Бистрица. До него води асфалтов път, който се отклонява от регионален път 2333.

## История и архитектура
Манастирът е построен от местни жители и емигранти от селото в Австралия. Състои се от камбанария, конаци и католинкона „Свети Никола“.

## Галерия
- Надписна плоча
- Трапезарията
- Входната порта
- Кръст до входната порта
- Надписна плоча
- Католинконът „Свети Никола“
- Апсидата
- Поглед към църквата
- Страничен поглед към църквата
- Камбанарията